# Pesca con canna fissa

Composizione di una montatura con canna fissa:
1 = canna fissa
2 = filo
3 = galleggiante
4 = peso/piombo
5 = amo

Per pesca con canna fissa si intende un tipo di pesca, di antichissima origine, effettuata sia in acque dolci che al mare, con canne da pesca senza mulinello.
Inizialmente, il materiale utilizzato era il bambù e, grazie alla tecnica ad innesti la canna poteva raggiungere lunghezze notevoli, con pesi, però, sempre sostenuti: un tipico esempio era la gira dei pescatori pavesi, una pesante canna fissa in bambù lunga 8-9 m. In tempi successivi si passò al Conolon e alla fibra di vetro che rendeva le canne fisse meno pesanti, ma ancora molto robuste . Questo genere di canne, per le doti di resistenza ed economicità, sono impiegate ancora oggi.
Dagli anni ottanta si iniziò a utilizzare la fibra di carbonio, con ottima resa e peso ridotto. Dapprima si ebbero canne in costruzione mista, poi interamente in fibra di carbonio.

## Tecnica
Si lega il corpo di lenza con un'asola all'estremità della canna, ad esempio impiegando un moschettone scorrevole in materiale plastico.
La lunghezza dell'intera montatura deve essere proporzionata all'altezza del pescatore in modo da consentirgli di guadinare agevolmente il pesce: se si pesca in piedi, normalmente 50-70 cm più della canna. Per lo stesso motivo, pescando da seduti invece, è meglio che la lenza sia poco più corta della canna.
Sfruttando la flessibilità dei cimini in carbonio pieno, è possibile pescare con fili dai diametri minimi: 0,12 mm per la lenza madre, 0,10-0,08 mm per il terminale. Naturalmente è possibile pescare anche con lenze dirette, minimizzando i punti di crisi.
Gli ami utilizzati vanno dalla misura 24 fino alla taglia 16 e oltre (anche misura 10 insidiando trote in fiume con il lombrico di terra), e come esca vengono utilizzati bigattini, lombrichi, camole, coreano, pezzetti di pesce o di gamberetto, piccoli insetti, pane, pastella e talvolta anche alcuni frutti.
In carpodromo viene utilizzata anche una particolare canna fissa chiamata Roubaisienne; questa canna, estremamente rigida, ha un elastico fissato nel corpo dell'ultima sezione per mezzo di cono di plastica. Alla fine dell'elastico viene legata la lenza. Quando una carpa abbocca l'elastico si tende e si allunga man mano che il pesce tira, in questo modo l'elastico stanca il pesce.
Vi sono diversi tipi e lunghezze di canne fisse, da 0,5 m a oltre 12 m, a seconda del tipo e della taglia del pesce che si vuole insidiare e, soprattutto, del posto nel quale si svolge l'azione di pesca: fiume, torrente, lago, scogliera o porto (ove consentito).

## Applicazioni
La pesca con la canna fissa si presta a diverse modalità d'impiego, spaziando dall'ambito ludico dei primi approcci alieutici di bambini e principianti, alla tecnica esasperata delle competizioni.
Con l'impiego di un'accurata pasturazione si possono catturare vari tipi di pesce, d'acqua dolce e salata, come alborelle, anguille, carpe, carassi, scardole, gardons, persici sole, persici reali, cavedani, barbi, tinche, trote, cefali, spigole, orate, occhiate, donzelle, lecce stella, sugarelli, aguglie, triglie di fango, salpe, saraghi, ghiozzi e boghe.